# Cladomnion ericoides
Cladomnion ericoides är en bladmossart som beskrevs av Wilson in J. D. Hooker 1854. Cladomnion ericoides ingår i släktet Cladomnion och familjen Ptychomniaceae. Inga underarter finns listade i Catalogue of Life.